# Papa Alessandro II
Alessandro II, nato Anselmo da Baggio (Milano, 1010/1015 – Roma, 21 aprile 1073), è stato il 156º papa della Chiesa cattolica dal 1061 fino alla sua morte.

## Biografia

### Carriera ecclesiastica
Nacque a Baggio, antico comune del milanese, dall'omonima famiglia nobile e compì i suoi studi nella scuola cluniacense di Lanfranco di Canterbury presso l'abbazia di Notre-Dame du Bec; fu ordinato sacerdote verso il 1055.
Nel 1057 fu nominato vescovo di Lucca, carica che terrà anche durante il papato. Come vescovo di Lucca fece riedificare il Duomo. Nel periodo in cui fu vescovo sostenne Ildebrando di Soana nell'impresa di sopprimere la simonia e di rafforzare il celibato del clero. Anselmo cercò di frenare gli eccessi della pataria milanese, un movimento popolare contro l'immoralità nel clero.
Il Capitolo della Cattedrale di Lucca deve a lui il privilegio della mitra bianca damascata concessa ai Canonici che ne fanno parte, privilegio non più utilizzato dal 1969.

### Il pontificato

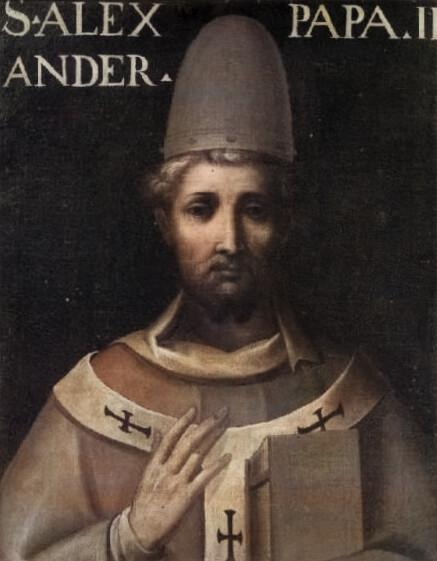
Papa Alessandro II

#### L'elezione
L'ascesa al Soglio pontificio fu guidata da Ildebrando, che agì in conformità con i decreti del 1059. Alessandro II fu il primo pontefice ad essere eletto da un consesso di prìncipi della Chiesa senza l'intervento del potere imperiale. Non rinunciò alla cattedra lucchese, che mantenne fino alla morte. Al momento della sua elezione non era cardinale. Alessandro II si batté per il celibato ecclesiastico e contro la simonia, pratica che faceva mercato delle cariche ecclesiastiche e delle indulgenze.

#### La deposizione dell'antipapa Onorio II
Da parte della Sede apostolica nessuna richiesta venne fatta alla corte germanica per ottenere una conferma dell'elezione di Alessandro. La reazione della corte imperiale fu negativa: la reggente del Sacro Romano Impero, Agnese di Poitou, vedova dell'imperatore Enrico III e madre del futuro imperatore Enrico IV, convocò un concilio a Basilea, nel quale venne eletto papa il vescovo di Parma, Pietro Cadalo, che assunse il nome di Onorio II (28 ottobre 1061). Questi marciò su Roma e per un lungo periodo compromise la posizione del rivale.
Nell'aprile 1063, papa Alessandro II indisse solennemente un sinodo, che vide un'ampia partecipazione e si tenne nel palazzo del Laterano. Vi fu condannato l'antipapa Onorio II; furono rinnovati i decreti contro la simonia di papa Niccolò II; fu vietato ai fedeli di assistere alle liturgie celebrate da sacerdoti concubinari; fu proibito agli ecclesiastici di cumulare benefici e di accettare l'investitura da laici senza aver prima ottenuto il consenso dei superiori ecclesiastici; fu raccomandata al clero la pratica della vita comune.
Tuttavia sorsero dei contrasti fra Agnese e la nobiltà germanica. Fu convocato un concilio a Mantova (31 maggio 1064) presieduto dall'arcivescovo di Colonia, Annone II, subentrato ad Agnese nella reggenza del futuro imperatore Enrico IV. Alessandro, rappresentato dal cardinale Pier Damiani, fu completamente scagionato dalle accuse di aver ottenuto il papato con le armi e la simonia. Da allora la posizione del pontefice non venne più minacciata.

#### Relazioni con il Re dei Romani
Nel 1066 Enrico IV, sedicenne, contrasse matrimonio con Berta di Savoia. Già tre anni dopo, però, fece richiesta al pontefice di sciogliere il legame. Alessandro II invece non volle concedere il divorzio, soluzione alla quale il re dovette al momento rinunciare. I contrasti con Enrico IV si acuirono ulteriormente allorché quest'ultimo, nel 1070, volle imporre come arcivescovo di Milano, dopo la morte di Guido da Velate, Goffredo da Castiglione, mentre Alessandro nominò Attone; il conflitto con re Enrico si protrasse oltre la morte di papa Alessandro, proseguendo con il suo successore papa Gregorio VII.

#### Relazioni con gli altri monarchi cristiani
Nel 1063 Alessandro II lanciò un appello per la riconquista della città di Barbastro (Spagna). Risposero cavalieri spagnoli, francesi - questi ultimi comandati da Guglielmo VIII d'Aquitania - e italiani. Il papa concesse l'indulgenza plenaria ai soldati che parteciparono alla presa della città (giugno 1064).
Nel 1066 il pontefice si schierò con il normanno Guglielmo il Conquistatore, che aveva preso il potere in Inghilterra, e contro Aroldo II. Quattro anni dopo Alessandro II inviò tre legati papali, Giovanni Minuto, Pietro ed Ermenfrido, a Londra. Essi incoronarono solennemente Guglielmo nella domenica di Pasqua (4 aprile 1070). Poi deposero l'arcivescovo di Canterbury, Stigand, che si era dimostrato infedele, in un concilio convocato a Winchester nell'ottava di Pasqua; al suo posto nominarono titolare della cattedra primaziale il priore dell'abbazia di Bec Lanfranco di Pavia, già consigliere di Guglielmo.
Nel 1071 Alessandro II inviò una delegazione presso l'imperatore bizantino Michele VII. Fu la prima visita ufficiale di un legato della Santa Sede dopo la rottura avvenuta nel 1054 con la Chiesa di Costantinopoli.

#### Passaggio dal sistema romano al sistema germanico nel calcolo della parentela
Ad Alessandro II si deve la formalizzazione del passaggio, all'interno del mondo ecclesiastico, dal sistema romano di classificazione della parentela a quello germanico. Mentre il sistema romano si fondava sul calcolo della parentela in linea retta, quello germanico seguiva il computo nella linea collaterale, calcolando le generazioni dei diversi gruppi di fratelli-cugini. Col passaggio al sistema germanico, Alessandro II sancì anche la proibizione del matrimonio fino al settimo grado di parentela, decisione che comportò una forte estensione dei gradi proibiti (il settimo grado del metodo germanico, infatti, corrispondeva al quattordicesimo di quello romano). Per questa ragione, le interdizioni sarebbero state limitate dal Concilio Lateranense IV (1215), che avrebbe riportato gli impedimenti al quarto grado.

### Concistori per la creazione di nuovi cardinali
Papa Alessandro II durante il suo pontificato ha ordinato 45 cardinali nel corso di 12 distinti concistori.

## Successione apostolica
La successione apostolica è:
- Arcivescovo Sigfrido I di Magonza (1060)